# ウクライナ国立交響楽団
ウクライナ国立交響楽団 (ウクライナこくりつこうきょうがくだん、ウクライナ語: Національний симфонічний оркестр України、英語: National Symphony Orchestra of Ukraine、略称：NSOU) は、ウクライナのキーウに本拠を置く国立のオーケストラ。

## 概要
1918年設立。

ショスタコーヴィチの交響曲第11番の世界初演と初録音で知られるナタン・ラフリンが、1937年から音楽監督を務め25年間にわたり楽団を率いた。

ストコフスキー、マルケヴィッチ、ザンデルリンク、ムラヴィンスキー、コンドラシン、スヴェトラーノフ、ロジェストヴェンスキーなどを客演指揮者として招いている。

また、プロコフィエフ、ショスタコーヴィチ、ハチャトゥリアンなどの作品の初演を行い、ヨーロッパ、アメリカ、アジア、中東、オーストラリアなどへの海外公演も行っている。
1994年にテオドレ・クチャルが音楽監督に就任し、ナクソスなどに数多くの録音を行うようになり、オーケストラの知名度が上がっていった。
1999年から音楽監督を務めるヴォロディミル・シレンコのもとでは、マーラーの交響曲全曲演奏を開始し、ディスコグラフィも拡大させている。

## 音楽監督・首席指揮者等
- オレクサンドル・ゴリリー (1918年 - )
- ナタン・ラフリン (1937年 - 1962年)
- ステファン・トゥルチャク (1963年 - 1967年)
- ヴラディーミル・コジュハーリ (1967年 - 1977年)
- フョードル・グルシチェンコ (1977年 - 1988年)
- イーゴリ・ブラジュコフ (1988年 - 1993年)
- テオドレ・クチャル (1994年 - 1998年)
- ヴォロディミル・シレンコ (1999年 - )